# Fumiglobus foedus
Fumiglobus foedus är en svampart som först beskrevs av Pier Andrea Saccardo, och fick sitt nu gällande namn av D.R. Reynolds & G.S. Gilbert 2006. Fumiglobus foedus ingår i släktet Fumiglobus och familjen Capnodiaceae.   Inga underarter finns listade i Catalogue of Life.